# Fokker D.VII
Il Fokker D.VII era un aereo da caccia monomotore, monoposto e biplano, sviluppato dall'azienda aeronautica tedesco imperiale Fokker-Fluzeugwerke nei tardi anni dieci del XX secolo.
Venne utilizzato principalmente dalle Jagdstaffeln, le squadriglie da caccia della tedesca Luftstreitkräfte, la componente aerea del Deutsches Heer, l'esercito dell'Impero tedesco, durante la prima guerra mondiale, e da numerose altre forze aeree nel periodo postbellico.

## Storia del progetto

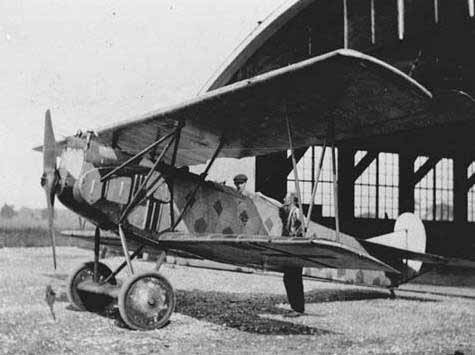
Fokker D.VII

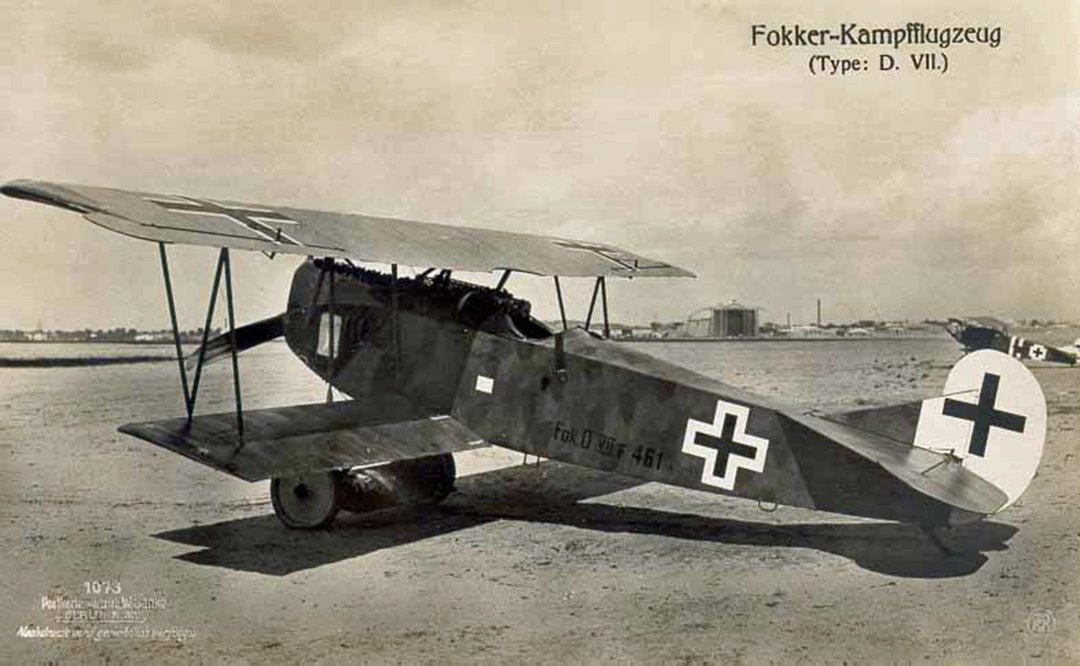
Fokker D.VII(F)

Reinhold Platz, l'allora capoprogettista della Fokker, lavorò su una serie di velivoli sperimentali, i V-Typ, dal 1916. Questi erano caratterizzati dalla collocazione delle ali a sbalzo, primo sviluppo durante il mandato del governo di collaborazione con Hugo Junkers.
Junkers ebbe l'originale idea nel 1915 nella realizzazione del primo velivolo completamente metallico, lo Junkers J 1, soprannominato Blechesel (asino di latta). Il risultato dell'adozione di una simile soluzione tecnica, ala di grande spessore e con struttura interna a sbalzo, produceva una maggiore portanza ed un più docile comportamento in prossimità dello stallo rispetto alle sottili ali di tipo convenzionale.
Alla fine del 1917, Fokker costruì un biplano sperimentale, denominato V.11, dotato di motorizzazione standard Mercedes D.IIIa. Nel gennaio 1918, l'Idflieg organizzò una valutazione comparativa tra prototipi di velivoli caccia ad Adlershof, nei dintorni di Berlino, alla quale parteciparono diverse aziende tra cui la Fokker con il proprio V.11, e dove, per la prima volta, i piloti vennero invitati a partecipare direttamente alla valutazione ed alla selezione dei nuovi velivoli da destinare alla produzione di serie. Manfred von Richthofen provò in volo il V.11 trovandolo difficile da pilotare, sgradevole, direzionalmente instabile in fase di picchiata. In risposta a queste lamentele, il capoprogettista ed ingegnere della Fokker, Reinhold Platz, modificò il prototipo allungando la parte posteriore della fusoliera, aggiungendo una sezione alla struttura, ed installando una pinna addizionale triangolare fissa sull'impennaggio verticale, davanti al timone.
Ritornato a provare il V.11 così modificato, von Richthofen ne rimase entusiasta elogiandolo come il migliore tra i velivoli della concorrenza. Benché spinto da un ormai datato motore Mercedes offriva comunque ottime prestazioni risultando peraltro facile da pilotare. La raccomandazione di von Richthofen, pur non essendo l'unico pilota a dichiararsene entusiasta, ebbe una grande influenza nella scelta ed in seguito a questa Fokker ricevette immediatamente dall'Idflieg un ordine provvisorio di produzione per 400 esemplari, che vennero designati D.VII.
Fokker non era però in grado di avviare una produzione tale da rifornire tutta la forza aerea così che le concorrenti Albatros Flugzeugwerke ed Allgemeine Elektrizitäts-Gesellschaft (AEG) ricevettero l'ordine di produrre a loro volta il D.VII su licenza anche se quest'ultima non riuscì a costruirne un solo esemplare. Fokker comunque non recapitò all'Albatros i progetti originali ma si limitò semplicemente ad inviare una cellula completa perché potessero riprodurla. Inoltre l'Albatros pagò il 5% del valore del velivolo per ogni esemplare completato come compenso per i diritti riconosciuti alla Fokker.
L'Albatros Flugzeugwerke e la sua sussidiaria, la Ostdeutsche Albatros Werke (OAW), produssero i D.VII negli stabilimenti di Johannisthal e Schneidemühl e che vennero designati rispettivamente Fokker D.VII (Alb) e Fokker D.VII (OAW). Alcune parti non risultarono comunque intercambiabili tra velivoli prodotti in stabilimenti diversi, anche tra Albatros e OAW.
L'Albatros presto superò la produzione Fokker in quantità e qualità degli esemplari prodotti. Nonostante il massiccio programma di produzione, dei 2 000 di D.VII richiesti vennero consegnati, da tutti e tre gli impianti, viene comunemente citata la cifra di 1 700 esemplari.

## Tecnica
Il Fokker D.VII era un velivolo di impostazione, per l'epoca e per il ruolo, classica; biplano, monomotore, monoposto con carrello fisso.
La fusoliera, di sezione rettangolare, era dotata di un singolo abitacolo aperto e terminava in un impennaggio classico monoderiva dotato di piani orizzontali controventati a pianta triangolare.
La configurazione alare era biplana con ala superiore più lunga, spessa e con maggior allungamento dell'inferiore leggermente spostata verso coda, collegate tra loro da due coppie di montanti per lato e, nella zona centrale, da una struttura in tubi d'acciaio tra l'ala superiore e la parte superiore della fusoliera.
Il carrello d'atterraggio era fisso, molto semplice, montato su una struttura tubolare al di sotto della fusoliera, dotato di ruote di grande diametro collegate da un asse rigido ed integrato posteriormente con un pattino d'appoggio.
La propulsione era affidata ad un motore montato all'estremità anteriore della fusoliera, un Mercedes IIIa-D sei cilindri in linea monoalbero a camme in testa raffreddato a liquido in grado di erogare una potenza pari dapprima a 170 PS con pistoni a testa concava, passati a 180 PS (132 kW) con aumento di compressione grazie a nuovi pistoni a testa piatta e successivamente a 200 PS grazie a pistoni a testa convessa. ed abbinato ad un'elica bipala in legno a passo fisso. Successivamente, sui velivoli designati Fokker D.VIIF ('F' da Max Fritz, il progettista), fu montato il BMW IIIa, monoalbero a camme in testa a doppia accensione. Tale propulsore aveva il gran vantaggio d'esser ancora in grado di sviluppare 202,8 PS continui (151 kW) a 1.400 rpm a 2.000 metri di quota grazie ad una seconda farfalla nel carburatore doppio corpo che s'apriva progressivamente sino a 3.200 metri compensando la perdita di potenza per la rarefazione dell'aria e la riduzione della percentuale d'ossigeno. La potenza al decollo a piena apertura era di 260 HP ma da solo per pochi minuti per evitare battiti in testa a causa della compressione di 6,4:1 -per l'epoca elevata- nonostante l'impiego di carburante ad elevato numero d'ottano per l'aggiunta di benzolo alla benzina, che per non sovraccaricare gli organi del motore, non previsti per sopportare una potenza superiore.
L'armamento consisteva in una coppia di mitragliatrici LMG 08/15 da 7,92 mm poste davanti all'abitacolo che, sincronizzate, consentivano di sparare senza conseguenze attraverso il disco dell'elica.

## Impiego operativo

### Periodo bellico

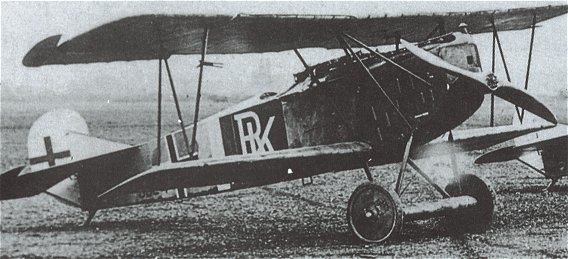
Fokker D.VII della Jasta 66

Il D.VII entrò nel servizio di prima linea con la Jasta (JagdStaffel, Squadriglia da caccia) 10 nei primi di maggio 1918. Il modello dimostrò presto di avere degli importanti vantaggi rispetto all'Albatros e allo Pfalz come aereo da combattimento. Diversamente dai ricognitori Albatros, il D.VII poteva volare senza alcun problema di cedimento strutturale. Il D.VII era anche noto per la sua abilità di cabrare ad alti angoli di attacco, per il suo stallo notevolmente docile e la sua riluttanza ad andare in vite. Queste caratteristiche di maneggevolezza contrastavano con i suoi concorrenti contemporanei come il Sopwith Camel e lo SPAD S.XIII, che stallavano senza preavviso ed entravano in vite vigorosamente.
Comunque, anche il D.VII aveva dei problemi. Alcuni aerei soffrivano di danni alle centine e di cedimenti dell'ala superiore. Il calore del motore spesso infiammava le munizioni al fosforo fino a che le ventole di raffreddamento vennero installate nei contenitori delle munizioni, e i serbatoi di carburante a volte si rompevano alle giunzioni. I velivoli costruiti nella fabbrica Fokker a Schwerin furono notati per il loro standard qualitativo inferiore di manifattura e materiali. Ciò nondimeno, il D.VII si dimostrò un progetto di notevole successo, dando origine al famoso aforisma che poteva trasformare un mediocre pilota in uno buono, ed un buon pilota in un asso.
I primi modelli di produzione venne dotati di motori Mercedes D.IIIa da 180 PS sostituiti con i più performanti Mercedes D.IIIaü che, grazie all'aumento del valore di compressione, riuscivano ad erogare 200 PS. Fonti moderne, tuttavia, comunemente si riferiscono a questi motori sotto la generica denominazione di "160 CV Mercedes D.III".
Un piccolo numero di D.VI venne equipaggiato con il BMW IIIa sovralimentato da 185 PS, uno sviluppo del vecchio motore Mercedes il quale era stato modificato con una maggiore cilindrata, un rapporto di compressione più elevato ed equipaggiato con un nuovo tipo di carburatore per aumentare notevolmente le prestazioni di velocità massima e di salita ad alta quota. Data la sua ottimizzazione per le alte quote il motore poteva creare dei problemi di battito in testa a quote inferiori ai 2 000 m se utilizzato alla sua massima potenza, con conseguenti possibili danni, tuttavia poteva essere comunque utilizzato per breve tempo in caso di emergenza riuscendo ad esprimere una potenza fino a 240 PS. In questa configurazione al modello venne assegnata, anche se non sempre, la designazione D.VII(F). Inizialmente entrò in servizio presso lo Jasta 11 nel giugno 1918. benché fosse molto richiesto tra i piloti, la produzione del motore BMW fu molto limitata ed i D.VII continuarono ad essere prodotti equipaggiandoli con il Mercedes D.IIIaü fino alla fine della guerra.
Manfred von Richthofen, che ebbe un ruolo importante nella valutazione e nell'acquisizione del D.VII, venne abbattuto solo pochi giorni prima che il primo velivolo fosse consegnato alle Jagdstaffeln e non fece in tempo a impiegarlo in combattimento. Altri piloti, tra cui Erich Löwenhardt e Ernst Udet, riuscirono ad ottenere rapidamente numerose vittorie e generalmente ne lodarono le caratteristiche. Dopo un periodo iniziale in cui la disponibilità risultava limitata, entro il mese di luglio le vittorie accreditate raggiunsero il numero di 407 e con il successivo mese di agosto, quando la quantità di velivoli assegnati aumentò ancora, gli abbattimenti salirono a 565. Gli ultimi 46 esemplari del D.VII vennero assegnati alle Jagdstaffeln e quando la guerra si concluse il numero di esemplari entrati in servizio era 775.

### Periodo postbellico

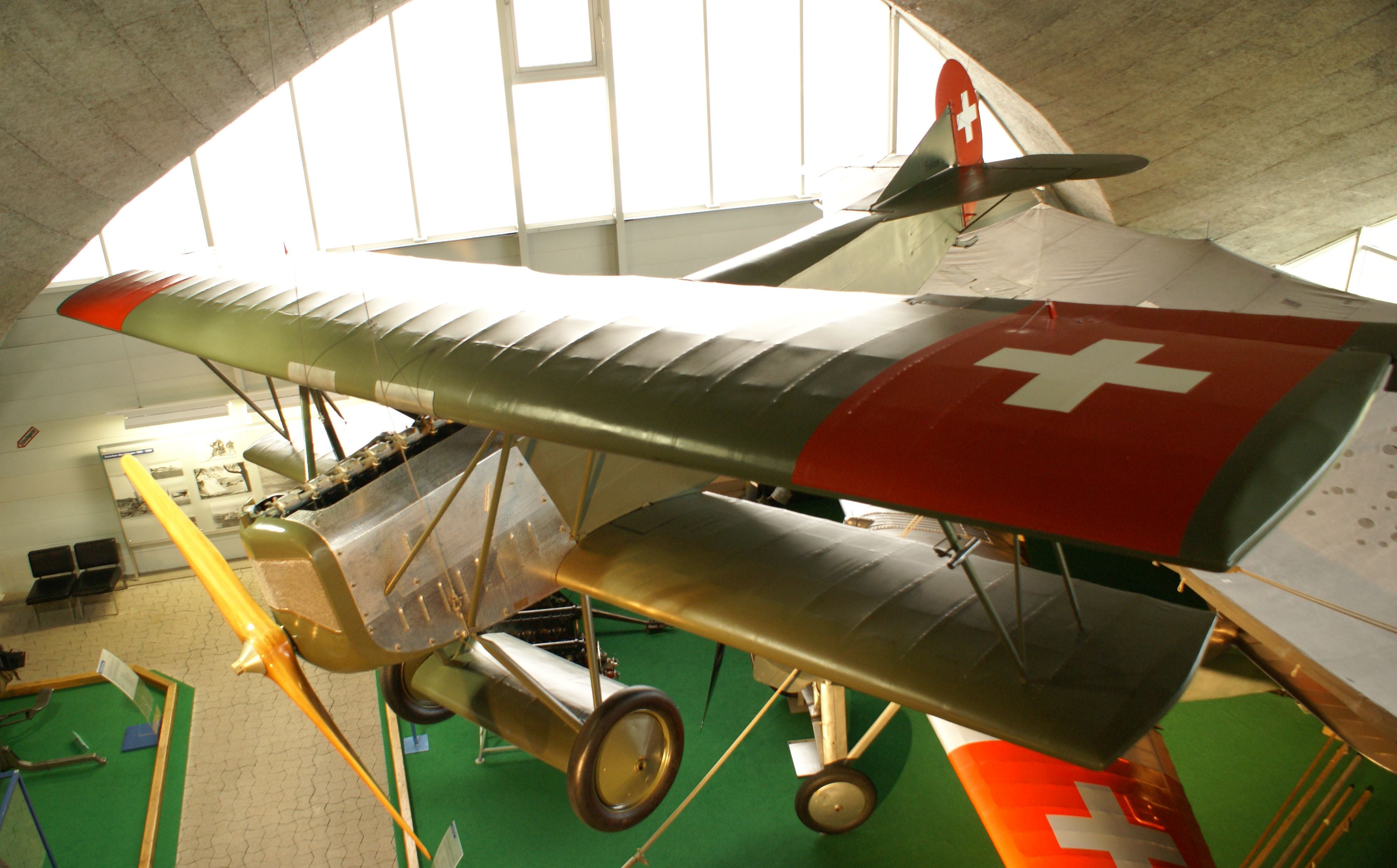
Un D.VII restaurato nella livrea delle Forze aeree svizzere.

Alla fine del conflitto, dopo la firma tedesca nell'armistizio di Compiègne, le forze aeree alleate alla Triplice intesa sequestrarono un gran numero di D.VII, tra cui gli Stati Uniti d'America, che valutarono 142 esemplari catturati,Francia, Regno Unito e Canada che ricevettero un gran numero di prede di guerra.
Il D.VII venne inoltre adottato da altre nazioni per il servizio operativo; la Polonia ne impiegò circa 50 esemplari, utilizzati durante lo svolgimento della Guerra sovietico-polacca, così come le forze aeree di Belgio, Paesi Bassi e Svizzera. Il progetto si dimostrò così popolare che Fokker completò e vendette un gran numero di cellule del D.VII che aveva clandestinamente trasportato nei Paesi Bassi dopo l'armistizio. Successivamente, nel 1929, l'azienda Alfred Comte, Schweizerische Flugzeugfabrik realizzò otto nuovi esemplari costruiti su licenza e destinati alla componente aerea dell'Esercito svizzero.

## Utilizzatori
Belgio

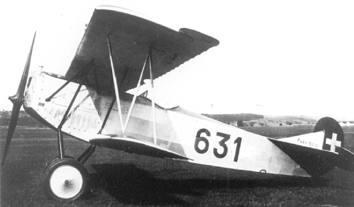
Un Fokker D.VII delle Forze aeree svizzere.

- Aviation militaire (periodo postbellico)

 Bulgaria
- Corpo di aviazione dell'esercito

 Cecoslovacchia
- Češkoslovenske Letectvo (periodo postbellico)

 Danimarca
- Hærens Flyvertropper (periodo postbellico)

 Finlandia
- Suomen ilmavoimat (periodo postbellico)

 Austria-Ungheria
- k.u.k. Luftfahrtruppen

 Germania
- Luftstreitkräfte

 Lituania
- Karinės Oro Pajėgos (periodo postbellico)

 Paesi Bassi
- Luchtvaartafdeling (periodo postbellico)

 Polonia
- Siły Powietrzne (periodo postbellico)

 RSFS Russa
- Raboče-Krest'janskij Krasnyj vozdušnyj flot (periodo postbellico)

 Romania
- Aeronautica Regală Românã (periodo postbellico)

 Stati Uniti
- United States Army Air Service (periodo postbellico)

 Svezia
- Flygkompaniet (periodo postbellico)

 Svizzera
- Forze aeree svizzere

 Ungheria
- Vörös Légjárócsapat (periodo postbellico)

 Unione Sovietica
- Sovetskie Voenno-vozdušnye sily (periodo postbellico)

## Esemplari attualmente esistenti

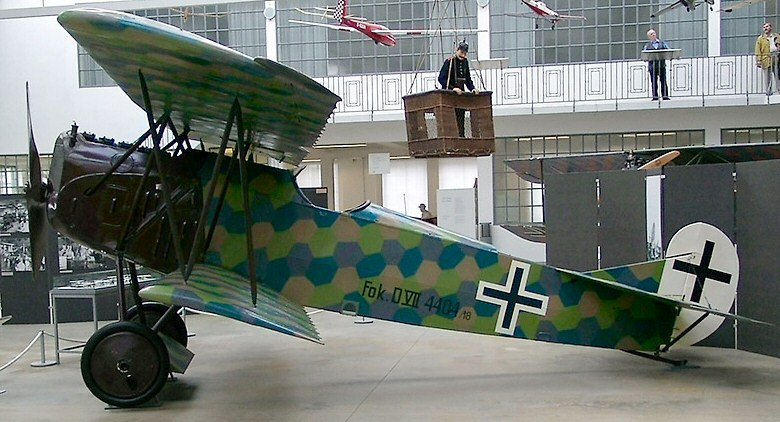
Il Fokker D.VII conservato presso il Deutsches Museum di Monaco di Baviera.

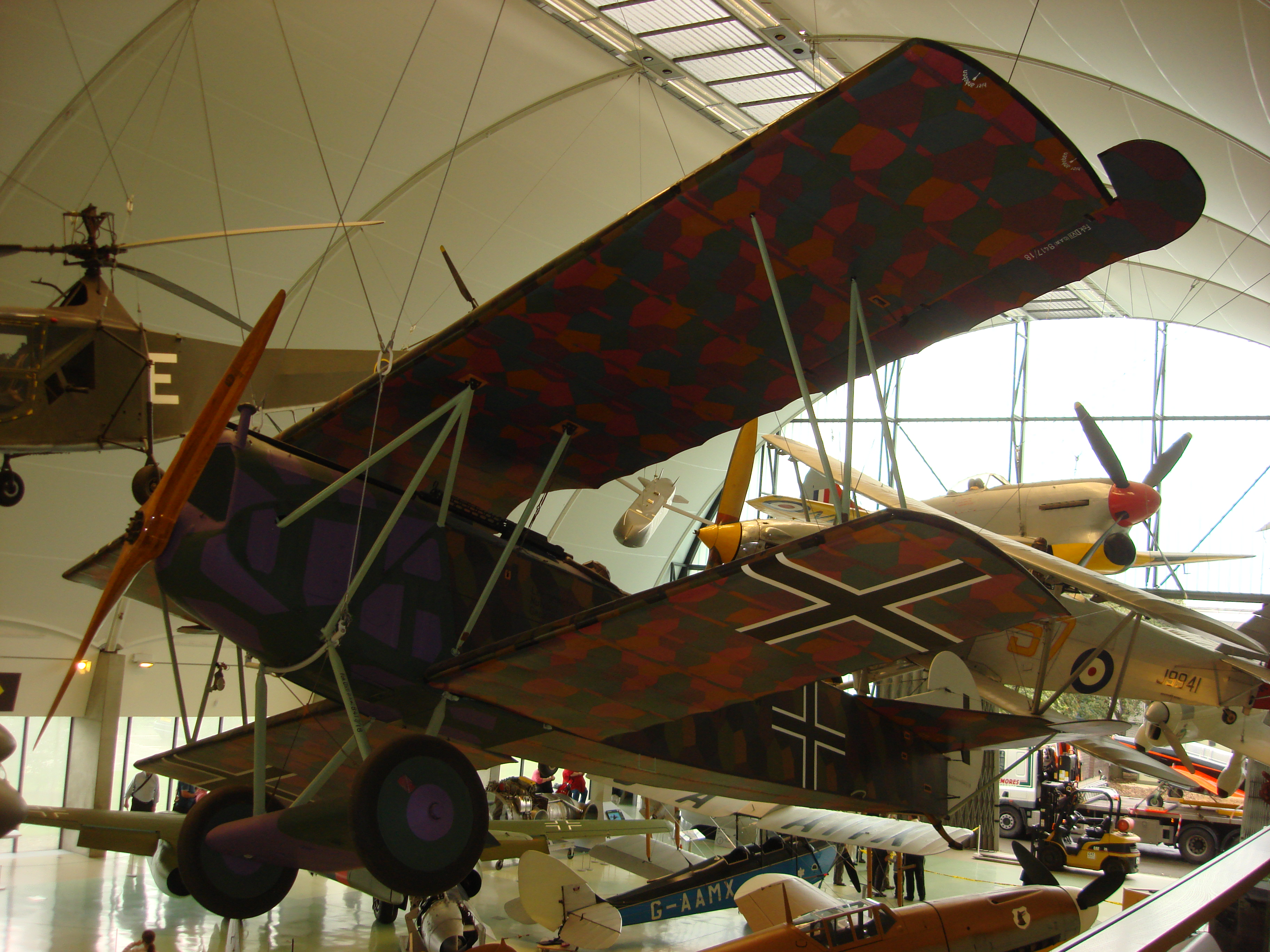
Il Fokker D.VII esposto presso il Royal Air Force Museum.

L'acquisizione diffusa del D.VII da parte dei paesi alleati dopo l'armistizio garantì la sopravvivenza e la conservazione di diversi velivoli. Uno di questi venne catturato nel 1918, quando accidentalmente il suo pilota atterrò all'aeroporto di una piccola pista sotto il controllo statunitense vicino a Verdun, in Francia. Donato allo Smithsonian Institution dal War Department nel 1920, è ora esposto presso il National Air and Space Museum in Washington
Altri due velivoli in possesso degli americani come risarcimento di guerra furono conservati da privati finché vennero venduti all'estero nel 1971 e nel 1981. Oggi sono esposti rispettivamente al Canada Aviation Museum di Ottawa, in Ontario e al Militaire Luchtvaart Museum di Soesterberg, nei Paesi Bassi. Quest'ultimo esemplare ha una livrea che riproduce i simboli della Koninklijke Luchtmacht.
Un precedente D.VII della Marine Luchtvaartdienst olandese fu scoperto nel 1948 in un fienile in Germania. Il velivolo è ora esposto al Deutsches Museum di Monaco di Baviera, in Germania.
Anche il Canada e la Francia hanno acquisito numerosi D.VII. Uno dei 22 esemplari prede di guerra canadesi è esposto presso la Brome County Historical Society a Knowlton, nella zona suburbana di Lac-Brome, nel Québec. Questo esemplare ha una particolare rilevanza storica essendo l'unico D.VII non restaurato che conserva il suo originale tessuto di rivestimento. Dei velivoli arrivati in Francia sono attualmente esposti il Wk.N. 8417/18 presso il RAF Museum Hendon, in Inghilterra, e presso il Musée de l'Air et de l'Espace a Parigi-Le Bourget, in Francia.

### Riproduzioni e repliche
Il D.VII è uno dei modelli di caccia della prima guerra mondiale più riprodotti ed un certo numero sono presenti nei musei degli Stati Uniti, nel Regno Unito ed in Francia, per lo più motorizzati con un motore Fairchild Ranger 6-440-C5, un 6 cilindri in linea rovesciati, a sua volta uno sviluppo del britannico de Havilland Gipsy Six, anch'esso dotato della stessa architettura ed usato a sua volta nel passato in diversi esemplari di D.VII. Per rispetto alla verità storica questi vengono modificati per essere montati con la testata verso l'alto come gli originali Mercedes D.IIIa.
Alcune delle repliche di D.VII, sia in mostra statica che certificate per il volo, sono motorizzate comunque con originali Mercedes D.IIIa ad esempio gli esemplari realizzati da Ken Cassens alla Old Rhinebeck Aerodrome nello stato di New York e l'unico, ma ne sono previsti altri, costruito da Achim Engels del Fokker-Team-Schorndorf, un'associazione privata tedesca dedita alla conservazione del patrimonio storico aeronautico.